# Polygala michoacana
Polygala michoacana là một loài thực vật có hoa trong họ Polygalaceae. Loài này được B.L. Rob. & Seaton miêu tả khoa học đầu tiên năm 1893.